# Come le foglie
Pour plus de détails, voir Fiche technique et Distribution.
Come le foglie est un film dramatique italien réalisé par Mario Camerini et sorti en 1935.
Le scénario est une adaptation de la pièce de théâtre éponyme écrite par Giuseppe Giacosa en 1900.

## Synopsis
Des difficultés financières frappent la famille de l'industriel Rosani. Tandis que le père Giovanni et sa fille Nennele s'adaptent, la seconde épouse Giulia et son fils Tommy continuent à vivre comme si de rien n'était.
La fille envisage de se suicider, mais elle est sauvée par Massimo, un cousin amoureux d'elle, qui aide également la famille à se remettre sur pied.

## Fiche technique
- Titre original italien : Come le foglie[1] (litt. « Comme les feuilles »)
- Réalisation : Mario Camerini
- Scénario : Ivo Perilli, Ercole Patti d'après la pièce éponyme de Giuseppe Giacosa créée en 1900.
- Photographie : Massimo Terzano (it)
- Montage : Fernando Tropea (en)
- Musique : Ezio Carabella
- Décors : Guido Fiorini (it)
- Société de production : Industrie Cinematografiche Italiane
- Pays de production :  Royaume d'Italie
- Langue originale : italien
- Format : Noir et blanc - 1,37:1 - Son mono - 35 mm
- Genre : drame
- Durée : 80 minutes
- Dates de sortie : 
  - Royaume d'Italie : janvier 1935 (visa délivré le 26 janvier 1935)

## Distribution
- Isa Miranda : Irene Rosani, dite « Nennele »
- Nino Besozzi : ingénieur Massimo Rosani
- Mimì Aylmer : Giulia Rosani
- Cesare Bettarini : Tommaso Rosani, dit « Tommy »
- Nicola Melnikoff : peintre galant
- Amilcare Pettinelli : Avocat Riccardo Janni
- Albino Principe : jeune pianiste
- Michele Riccardini : Bernabei
- Romolo Costa : Zoffoli
- Ernesto Sabbatini : Giovanni Rosani
- Amina Pirani Maggi : Elena
- Egisto Olivieri : Helmer Strile
- Achille Majeroni (it) : Casati
- Maria Jacobini : Mme Orioff